# Gaston Mercier
Gaston Mercier (født 5. juni 1932 i Paris, død 4. juli 1974 i Bussières) var en fransk roer, der deltog i tre olympiske lege i årene efter anden verdenskrig.

## Rokarriere
Mercier deltog sammen med Raymond Salles og styrmand Bernard Malivoire i toer med styrmand ved OL 1952 i Helsinki.Italienerne var favoritter i disciplinen som europamestre de foregående tre år, men den franske båd satte hurtigste tid i indledende heat. I semifinalen var de igen marginalt hurtigst, mens italienerne vandt det andet heat. I finalen gentog franskmændene bedriften og vandt sikkert guldet, mens tyskerne overraskende sikrede sig sølv og Danmark bronze, mens Italien måtte nøjes med en skuffende fjerdeplads.
Ved OL 1956 i Melbourne stillede han op i firer uden styrmand sammen med René Guissart, Yves Delacour og Guy Guillabert. I indledende heat blev de nummer to efter USA, og kun vinderne af hvert heat gik direkte i semifinalen. De vandt derpå deres opsamlingsheat, og i semifinalen blev de igen nummer to, denne gang efter Canada. Her var det de to bedste både fra hvert af heatene, der gik i finalen, og her var de to nordamerikanske både klart bedst. Canada vandt guld foran USA, mens Frankrig med Mercier fik bronze.
Mercier deltog for tredje og sidste gang ved OL i 1960 i Rom, denne gang som en del af den franske otter, der blev nummer fire. Året efter var han med til at vinde EM-bronze i samme disciplin.
Mercier døde som 42-årig af et hjerteanfald.[kilde mangler]

## OL-medaljer
- 1952:  Guld i toer med styrmand
- 1956:  Bronze i firer uden styrmand